# Завадівка (Кам'янський район)
Завадівка — колишнє село Завадівської сільської ради Кам'янського району Черкаської області.
1859 року в Завадівці відкрито церковно-приходську школу.
Станом на 1886 рік Завадівка (Клочанівка) — колишнє власницьке село, 1254 особи, 192 двори, 3 постоялих будинки, водяний і 6 вітряних млинів. Входило до складу Жаботинської волості.
В часі Голодомору 1932—1933 років від нелюдської смерті помирали люди — встановлено смерть 170 мешканців.
Включене до складу села Жаботин 1958 року — тоді ж об'єднані Завадівська і Жаботинська сільські ради. До моменту зникнення в селі діяла 7-річна школа.